# Nicolas Berard
Nicolas Berard (18 de octubre de 1985) es un deportista australiano que compitió en judo. Ganó dos medallas de oro en el Campeonato de Oceanía de Judo, en los años 2016 y 2017.

## Palmarés internacional
| Campeonato de Oceanía | Campeonato de Oceanía | Campeonato de Oceanía | Campeonato de Oceanía |
| Año                   | Lugar                 | Medalla               | Categoría             |
| --------------------- | --------------------- | --------------------- | --------------------- |
| 2016                  | Canberra (Australia)  | Medalla de oro        | +100 kg               |
| 2017                  | Nukualofa (Tonga)     | Medalla de oro        | –100 kg               |